# Демченко, Фёдор Васильевич
Фёдор Васильевич Демченко (3 сентября 1919 — 4 октября 1943) — старший лейтенант Советской Армии, участник Великой Отечественной войны, Герой Советского Союза (1943).

## Биография
Фёдор Демченко родился 3 сентября 1919 года в деревне Козлово (ныне — в черте посёлка Усвяты Псковской области) в семье крестьянина. Получил неполное среднее образование, работал в колхозе. В 1939 году Демченко был призван на службу в Рабоче-крестьянскую Красную Армию. Окончил школу младших командиров. С июня 1941 года — на фронтах Великой Отечественной войны. Принимал участие в боях на Северо-Западном и Степном фронтах. В боях два раза был ранен. Участвовал в освобождении Новгородской области, Полтавско-Кременчугской операции. К октябрю 1943 года гвардии старший лейтенант Фёдор Демченко командовал миномётной ротой 30-го гвардейского воздушно-десантного полка 10-й гвардейской воздушно-десантной дивизии 37-й армии Степного фронта.
Отличился во время битвы за Днепр. В ночь с 30 сентября на 1 октября 1943 года Демченко миномётным огнём своей роты осуществлял прикрытие переправы пехотного батальона на западный берег Днепра в районе села Мишурин Рог Верхнеднепровского района (Днепропетровская область, Украинская ССР). Во время боёв на плацдарме на западном берегу реки он принял активное участие в отражении одиннадцати вражеских контратак. В одном из боёв Демченко получил тяжёлое ранение, от которого скончался в госпитале 4 октября 1943 года. Похоронен в селе Виблые Кобелякского района Полтавской области.
Указом Президиума Верховного Совета СССР от 20 декабря 1943 года за «мужество и героизм, проявленные при форсировании Днепра и в боях на захваченном плацдарме» гвардии старший лейтенант Фёдор Демченко посмертно был удостоен высокого звания Героя Советского Союза. Также был награждён орденами Ленина, Отечественной войны 2-й степени, Красной Звезды, рядом медалей.
В честь Демченко названа улица в Усвятах.